# André Rauch
Pour les articles homonymes, voir Rauch.
André Rauch, né le 13 mars 1942 dans le 4e arrondissement de Paris, est un historien français. Professeur émérite des universités, il a travaillé sur l'histoire du sport ainsi que sur celle de l'éducation et des loisirs aux XIXe et XXe siècles. Il a publié des ouvrages et des articles sur le genre masculin et sur la virilité et poursuit ses recherches sur l’histoire des passions.

## Biographie
Après ses études au lycée Voltaire de Paris, André Rauch intègre en 1959 le CREPS de Strasbourg comme élève-professeur d'EPS et obtient le CAPEPS en 1964. Il obtient un doctorat en philosophie à l'université de Strasbourg en 1967, sous la direction de Georges Gusdorf, puis son doctorat d'État ès lettres et sciences humaines à l’université Paris-Descartes en 1980 sous la direction du professeur Georges Snyders.
En 1983, il est nommé professeur des universités à l'université Montpellier 1 (1983-1987) puis à l'université de Strasbourg (1987-2007).
Il a également œuvré comme professeur d’EPS au lycée d'État mixte de Strasbourg-Neudorf (1964-1967), à l’Institut national des sports de Tunis (1967-1969), au CREPS de Dinard (1969-1973) puis au CREPS et à l'unité d'enseignement et de recherche d'éducation physique et sportive (UEREPS) de Strasbourg II (1973-1982),,.

### Fonctions diverses
- Présidence de la 74e section du Conseil national des universités de 1986 à 1995
- Direction du Centre de recherches européennes en éducation corporelle (CREEC) de 1986 à 1995 et de l’équipe d’accueil en sciences du sport à l’université Marc Bloch de Strasbourg (1988-1996) où il élu au conseil scientifique de 2004 à 2006.
- Direction d'une collection aux éditions Armand Colin de 2000 à 2006.
- Fonction d'expertise pour l’institut Émilie-du-Châtelet de 2009 à 2013.
- Codirection et organisation de nombreux séminaires et colloques :
  - directeur du séminaire doctoral « Le corps noir », université Marc-Bloch (2004-2007) ;
  - codirecteur du séminaire « L’obésité dans la culture. Le gros et le gras », université Paris 1-Sorbonne. (2005-2006), codirectrice : Julia Csergo ;
  - directeur du séminaire « Histoire de la télévision » (2007-2010), université Paris 1 Sorbonne–Paris VII, Denis Diderot ;
  - membre organisateur de « La rencontre des mémoires : la réconciliation » (2010-2012) université de Strasbourg ;
  - codirecteur du colloque « La justice et les représentations du crime » (2010 25-26 juin), Isor Paris 1 Sorbonne, codirectrice : Myriam Tsikounas ;
  - co-organisateur du séminaire « La Cruauté » université Paris 1-Panthéon-Sorbonne–université de Poitiers (2013-2014), codirecteurs : Frédéric Chauvaud et Myriam Tsikounas.
- Intervention dans le documentaire Il était une fois... la paternité sur Arte diffusé le 16 avril 2025.

### Distinctions
- Professeur invité de l’université Johannes Gutenberg de Mayence, en République fédérale d'Allemagne en 1994/1995 et de l'université Antilles-Guyane en 1997/1998
- Docteur honoris causa de l’université de Mayence (2005)

## Publications

### Ouvrages
- Le Corps en éducation physique : histoire et principes de l’entraînement, Paris, Presses universitaires de France, 1982 (ISBN 978-2-13-037808-2, BNF 34739952) trad. espagnole El cuerpo en la educacion fisica, Kapelusz, Buenos Aires 1985.
- Le Souci du corps : histoire de l’hygiène en éducation physique, Paris, Presses universitaires de France, 1983 (ISBN 978-2-13-038024-5, BNF 34728602)
- Vacances et pratiques corporelles : la naissance des morales du dépaysement, Paris, Presses universitaires de France, 1988, 191 p. (ISBN 978-2-13-041487-2, BNF 36627090)
- Boxe : violence du XXe siècle, Paris, Aubier-Flammarion, 1992, 427 p. (ISBN 978-2-7007-2241-3, BNF 35513657)
- Histoire de la santé, Paris, Presses universitaires de France, coll. « Que sais-je », 1995, 127 p. (ISBN 978-2-13-046734-2, BNF 35787627)
- Les Vacances en France de 1830 à nos jours, Paris, Hachette Littérature, coll. « Pluriel », 2001 (ISBN 978-2-01-279019-3, BNF 37643009)
- Le Premier Sexe : mutations et crise de l'identité masculine, Paris, Hachette Littérature, 2000, 297 p. (ISBN 978-2-01-235309-1, BNF 37101470)
- L'Identité masculine à l'ombre des femmes : de la grande guerre à la gay pride, Paris, Hachette Littérature, 2004 (ISBN 978-2-01-235641-2, BNF 39247472)
- L’Amour à la lumière du crime : 1936-2007, Paris, Hachette Littératures, 2009 (ISBN 978-2-01-237287-0, BNF 42017326)
- Histoire du premier sexe de la Révolution à nos jours, Paris, Hachette Pluriel, 2006 (rééd. revue et complétée) (ISBN 978-2-01-279338-5, BNF 40236719)
- Pères d’hier, pères d’aujourd’hui : du paterfamilias au père ADN, Paris, Nathan, 2007, 165 p. (ISBN 978-2-09-278069-5, BNF 41115649)
- Paresse : histoire d’un péché capital, Paris, Armand Colin, 2013, 215 p. (ISBN 978-2-200-27459-7, BNF 43747430)
- Luxure : une histoire entre péché et jouissance, Paris, Armand Colin, 2016
- L'envie, une passion tourmentée, Champ Vallon, coll. « La Chose Publique », 2021  (ISBN 979-1-026-71015-8)
- Histoire des péchés capitaux, Presses universitaires de Rennes, coll. « Épures », 2024  (ISBN 9782753597266)

### Direction d'ouvrages et contributions
- André Rauch (directeur), La marche, la vie : solitaire ou solidaire, ce geste fondateur, Paris, Autrement, 1997 (ISBN 978-0-286-26002-2)
- Claudine Chevrel (préf. André Rauch), Les vacances, un siècle d’images, des milliers de rêves : 1860-1960, Paris, Paris bibliothèques, 2006 (ISBN 978-2-84331-154-3, BNF 40233696)
- André Rauch (directeur), Ethnologie française 2009/3 (Vol. 39) : handicaps : entre discrimination et exclusion, Paris, Presses universitaires de France, 2009 (ISBN 978-2-13-057032-5)
- Myriam Tsikounas, André Rauch (codirecteurs), L’historien, le juge et l’assassin, Paris, Publications de la Sorbonne, 2012 (ISBN 978-2-85944-701-4, BNF 42685994)
- Avec Frédéric Chauvaud et Myriam Tsikounas, Le Sarcasme du mal. Histoire de la cruauté de la Renaissance à nos jours, Presses universitaires de Rennes, 2016

### Articles dans des revues à comité de lecture, nationales et internationales
- « Mixité et sexualité à l’école. Histoire ragaillardie du corps » in Revue du XXe siècle, revue d’histoire, avril 2008
- « Histoire, l’hypothèse du masculin », Bulletin de l’Association pour le développement de l’histoire culturelle, n° 8, septembre 2009
- « "L'enfant du pays". Champions en Alsace (1920-1980) » in Vingtième siècle, revue d'histoire 1999, vol. 61, n° 1

Ainsi que de nombreux chapitres d’ouvrages et des publications d’actes de colloque, d'articles dans des revues sans comité de lecture et d'entrées de dictionnaires.